# Slangkoppeling
Een slangkoppeling is een connector aan het uiteinde van een slang om deze te verbinden met een andere slang, met een kraan, een apparaat of een tank. Ze zorgen er voor dat verbindingen kunnen losgemaakt en afgekoppeld kunnen worden waardoor machines, apparaten en installaties flexibel kunnen ingezet worden. 
Het ontwerp en type van de slangkoppeling hangt af van het beoogde gebruik, het medium dat in de slang wordt getransporteerd (lucht, gassen, water, olie, zuur, enz.) en de drukomstandigheden in de slang (vacuüm of overdruk). Ze zijn verkrijgbaar in verschillende uitvoeringen en materialen: staal, messing, roestvrij staal, aluminium of kunststof.

## Chemie- en vloeistofkoppelingen

##### Storz-koppeling
De Storzkoppeling is een draaikoppeling bestaande uit twee identieke delen (halve storzkoppelingen) die vergrendeld worden door ze in elkaar te draaien. 
Deze koppeling werd in 1882 uitgevonden door Carl August Guido Storz.

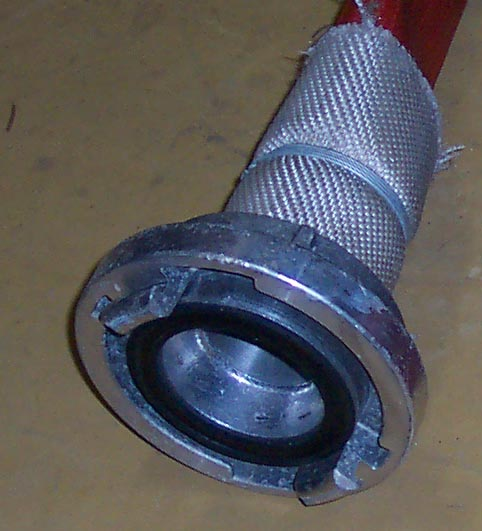
Stortz-koppeling
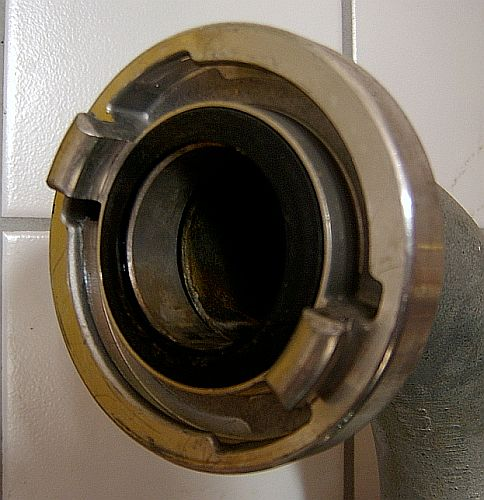
Stortz-koppeling op een standpijp
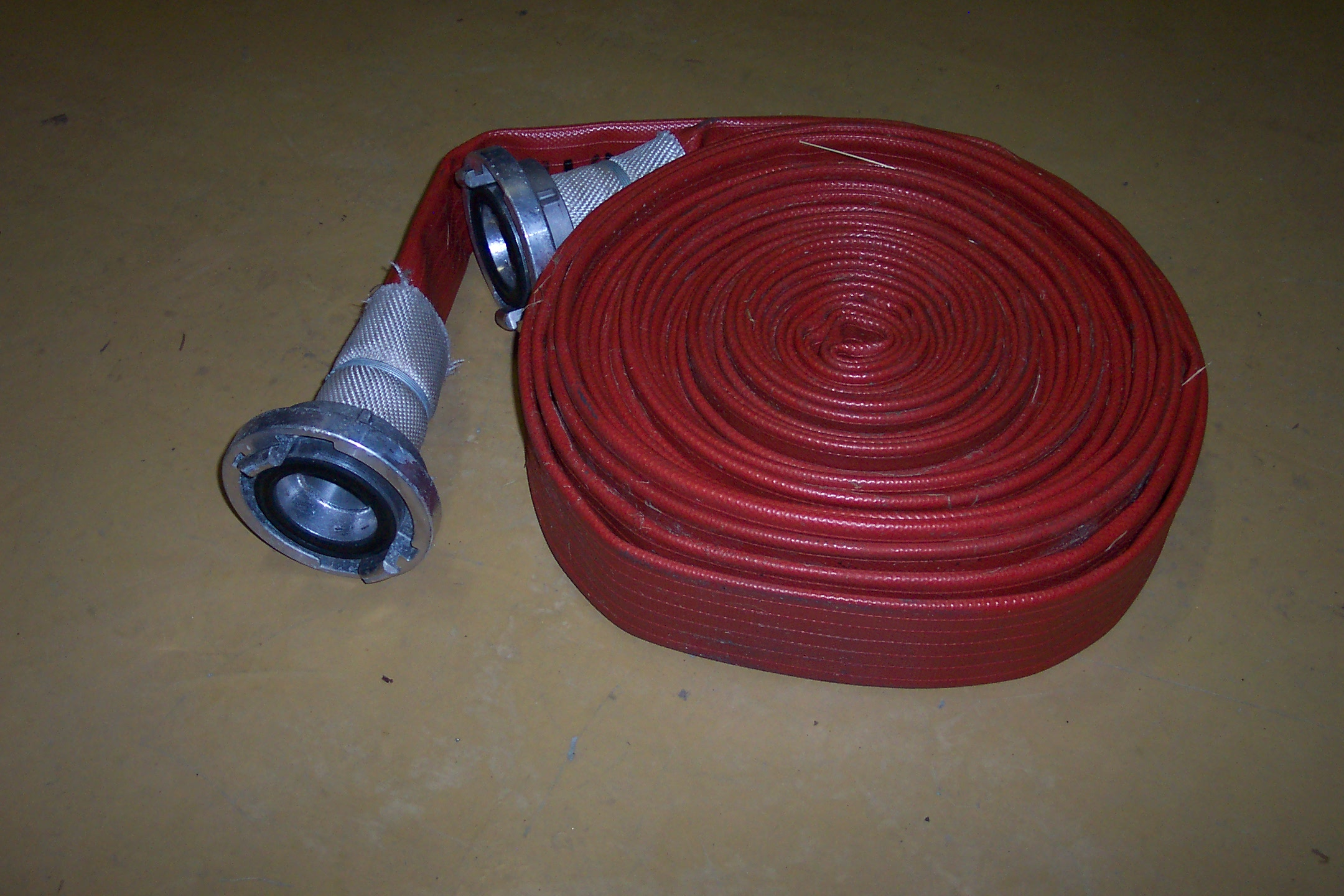
Brandslang met Stortzkoppeling
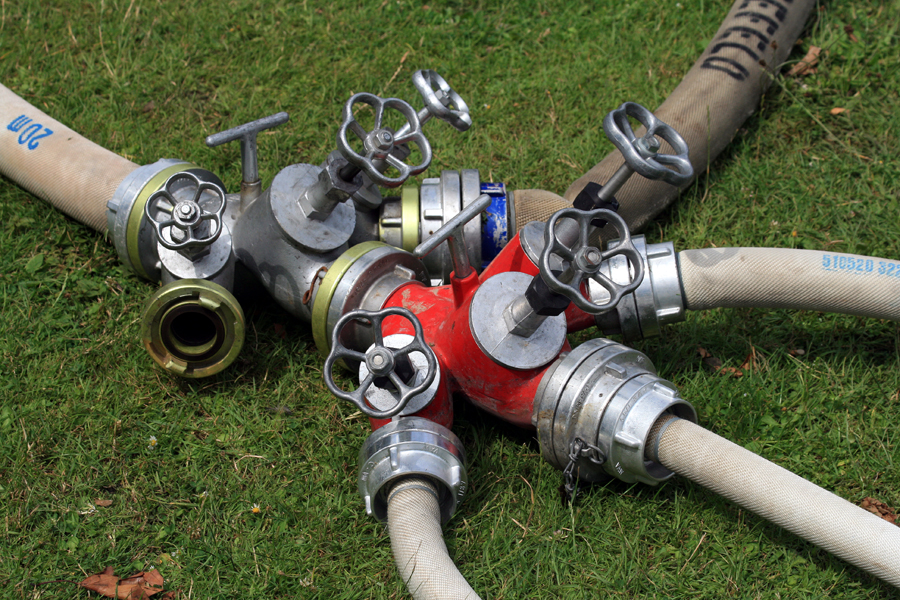
Verdeler met Stortz-koppelingen

##### TW TankWagen koppeling (of Duitse koppeling)
De koppelingen worden veel gebruikt in de petrochemische, chemische en voedingsmiddelenindustrie. 
Meestal in roestvrij staal en in diameters DN50 en DN80

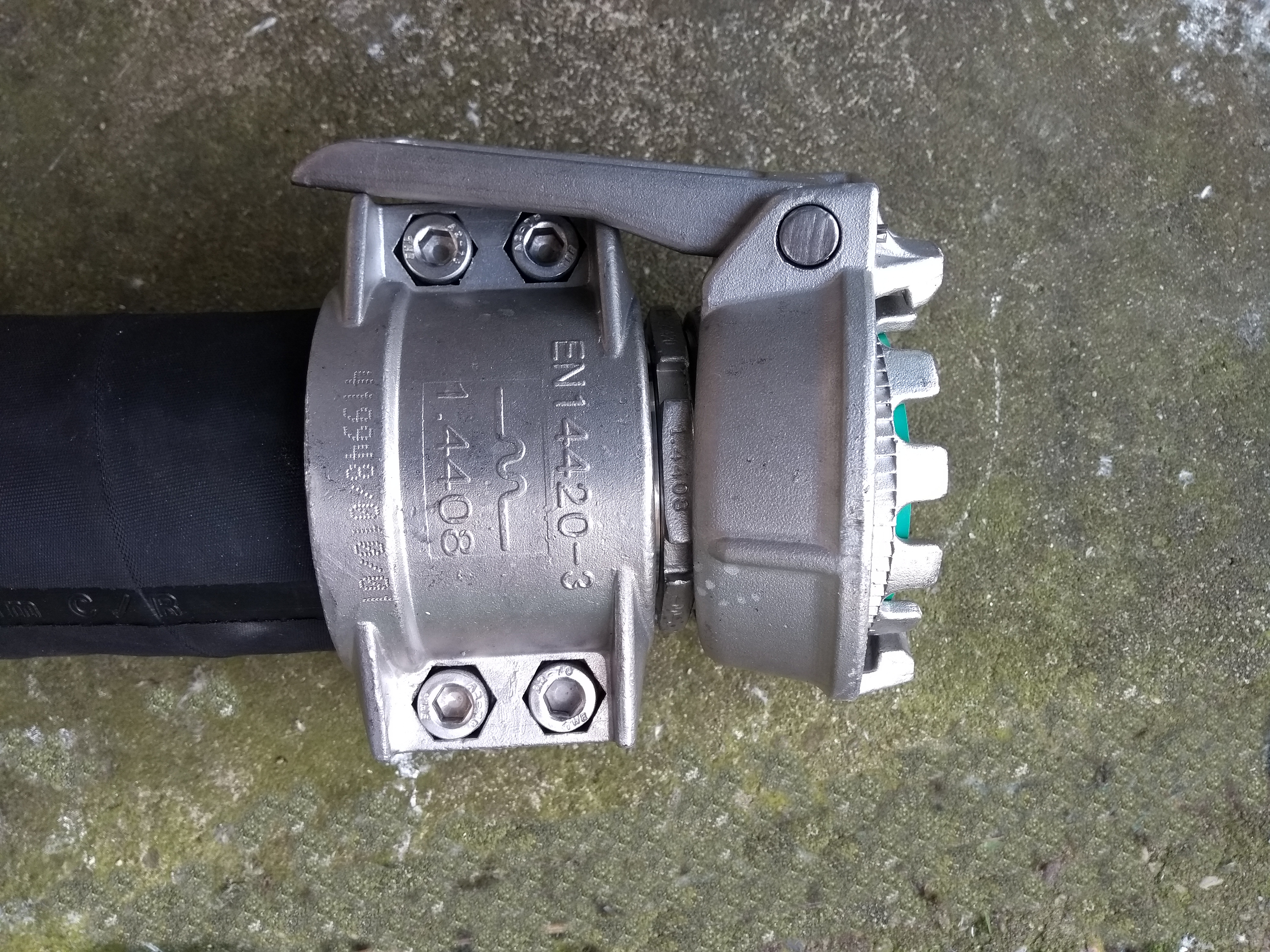
TW Tankwagenkoppeling
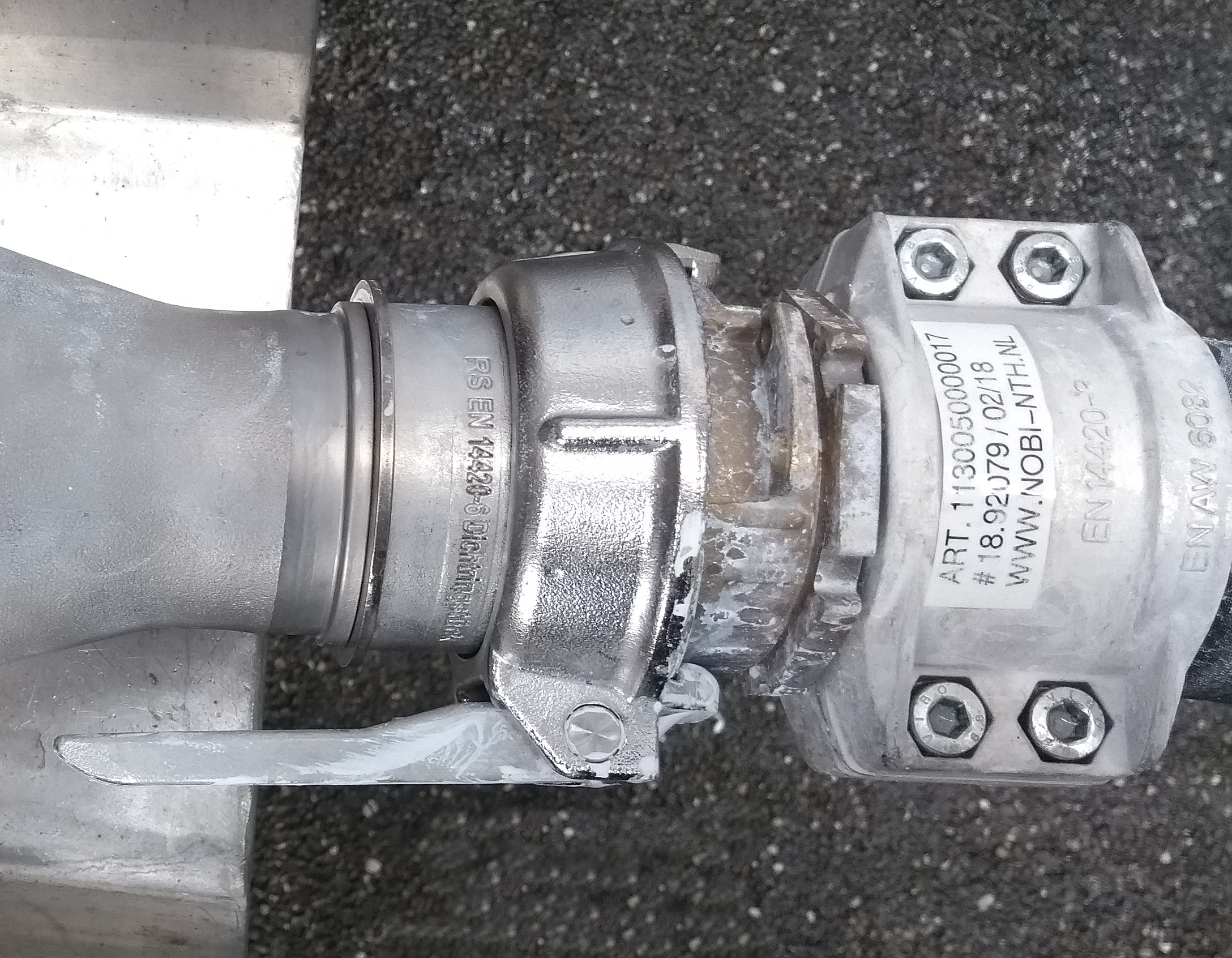
TW Tankwagenkoppeling

##### Guillemin koppeling (of Franse koppeling)
In roestvrij staal, messing, polytethyleen en polypropyleen en meestal in diameters DN50 en DN80

Guilleminkoppeling
Guilleminkoppeling
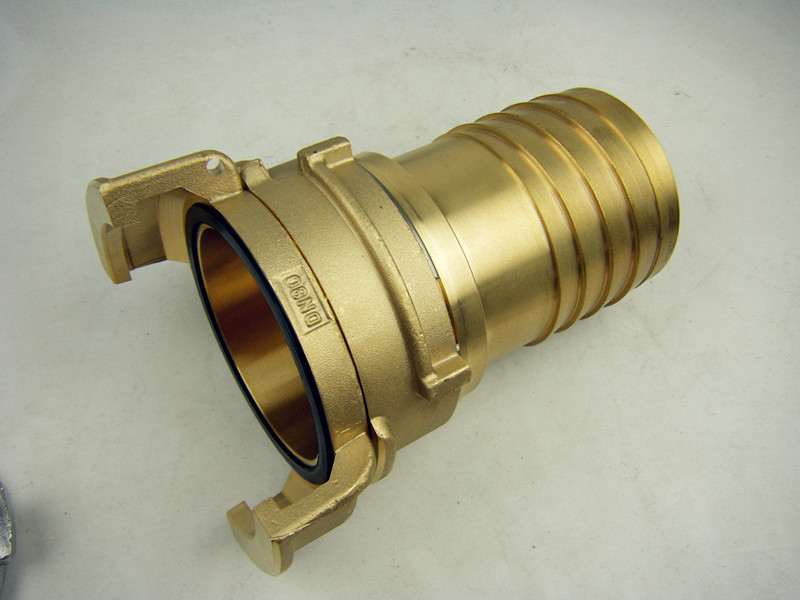
Guillemin-koppeling in messing
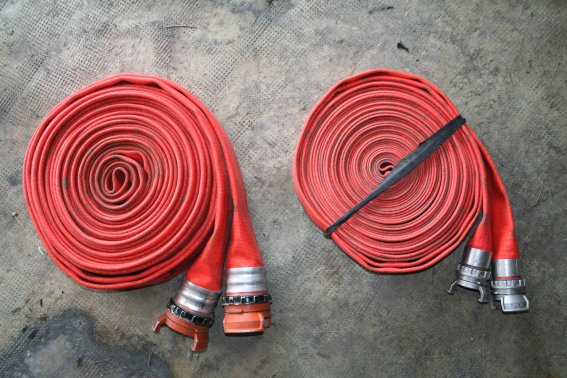
Brandslangen met Guillemin-koppeling
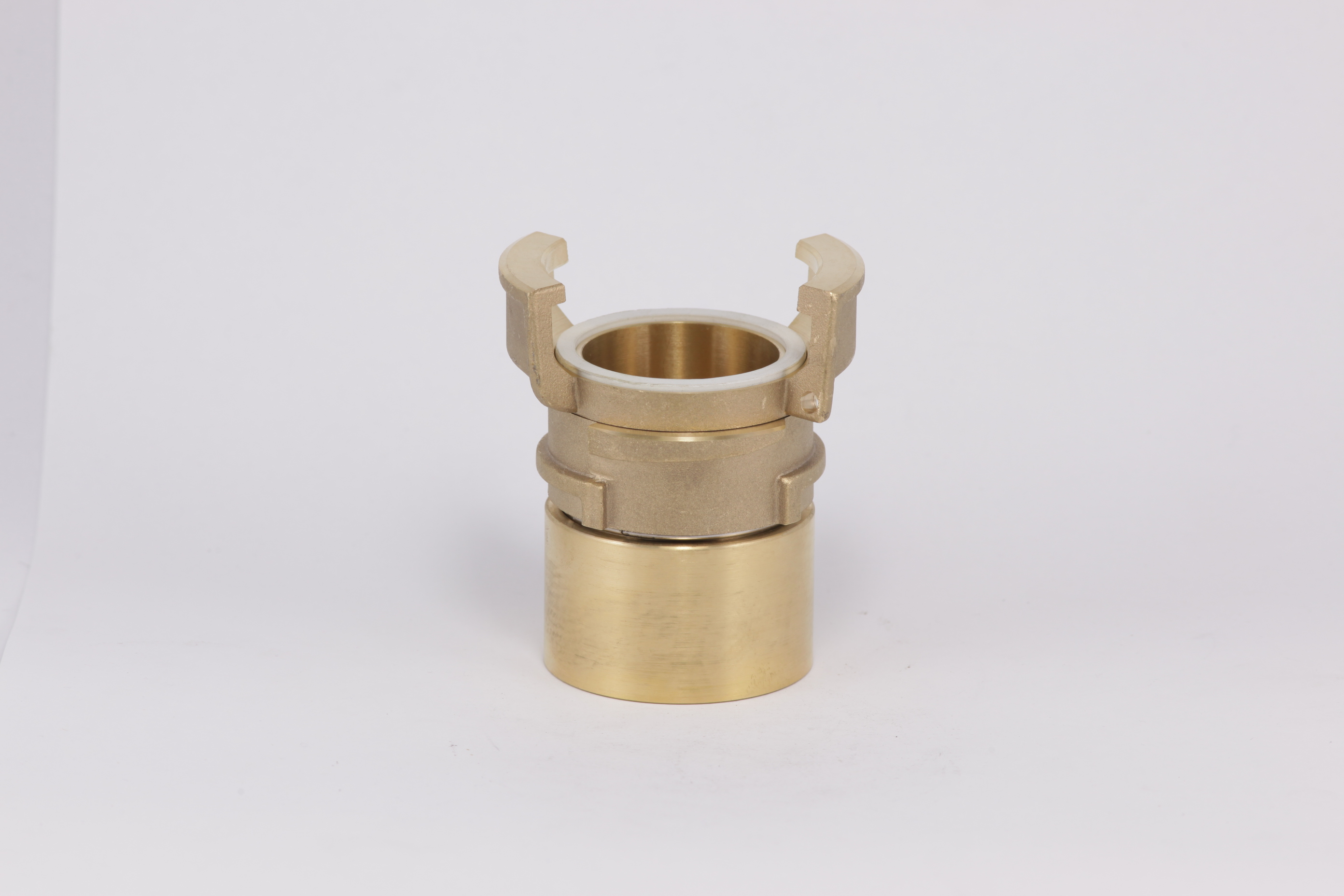

##### DSP-koppeling

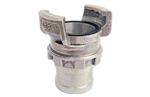
DSP-koppeling

##### KNZ/ AKZO koppeling
Dit is een schroefkoppeling in zwart of wit polytethyleen bestemd voor zuren en logen.

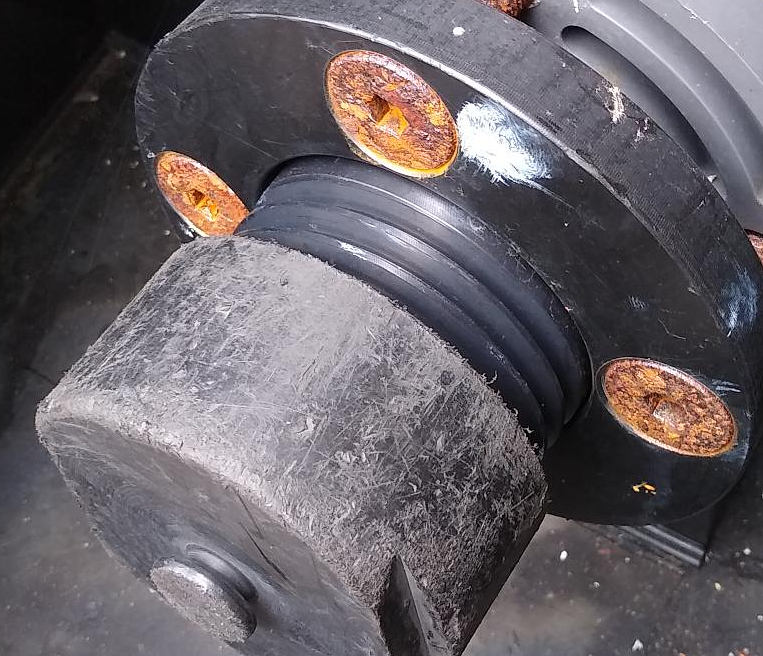
Lospunt met Akzo-koppeling

##### Camlock
Verbinding met hendels die door hefbomen op het vrouwelijke uiteinde het mannelijke uiteinde tegen de afdichting van vrouwelijke mof trekken. 
Ze bestaan in roestvrij staal, aluminium, messing en polypropyleen.

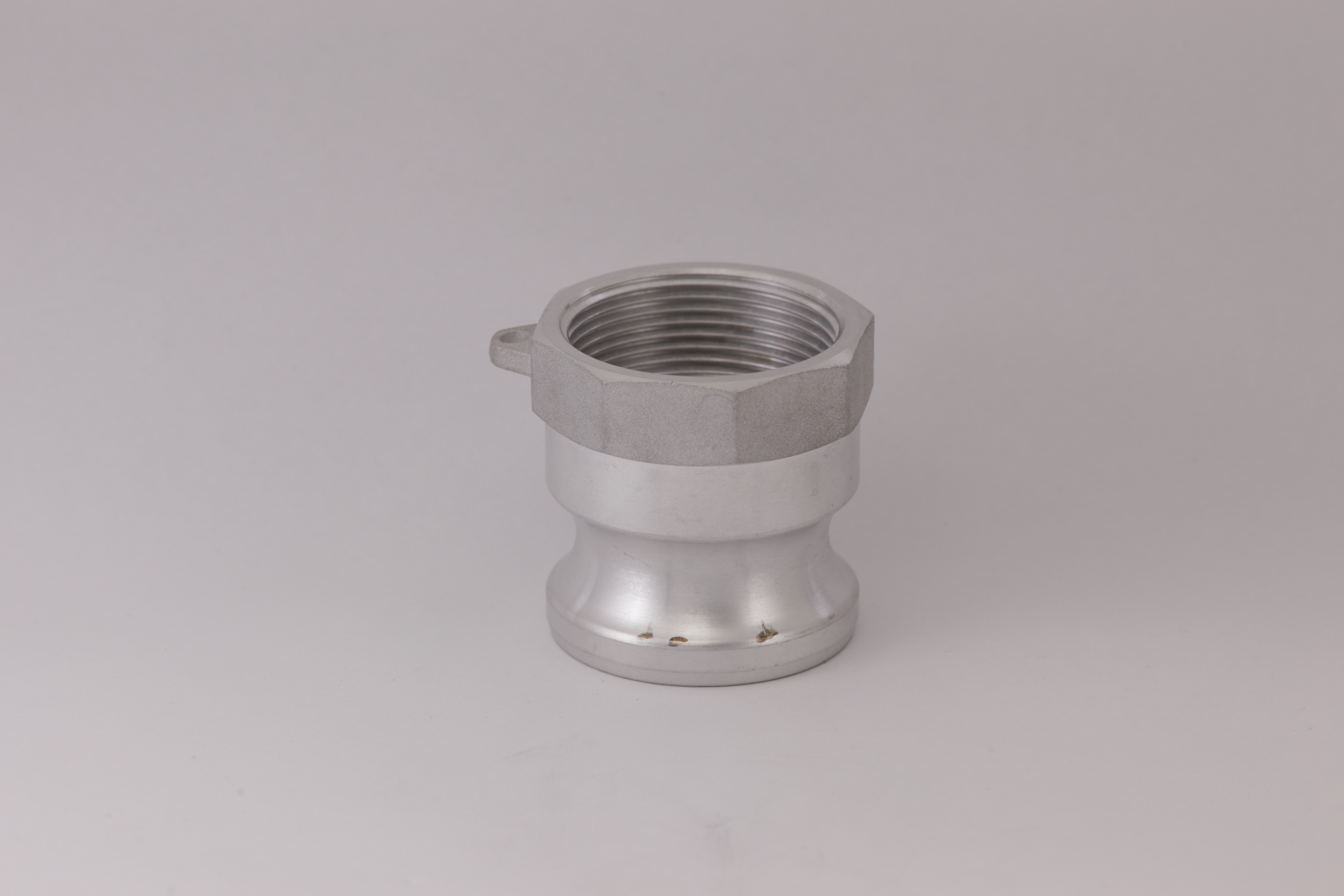
Camlock type A
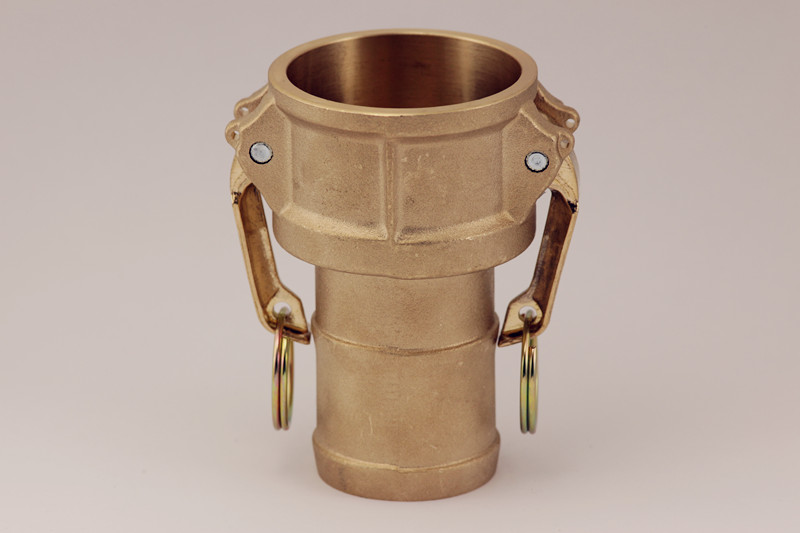
Camlock is een snelle koppeling gebruikt in de industrie

##### Perrot-koppeling
De verbinding wordt gezekerd door hefboomhaaken. Ze is vrij gemakkelijk om bevestigen en los te maken maar minder robuust.
Ze wordt veel gebruikt in de landbouwsector en wordt daarom ook landbouwkoppeling genoemd.

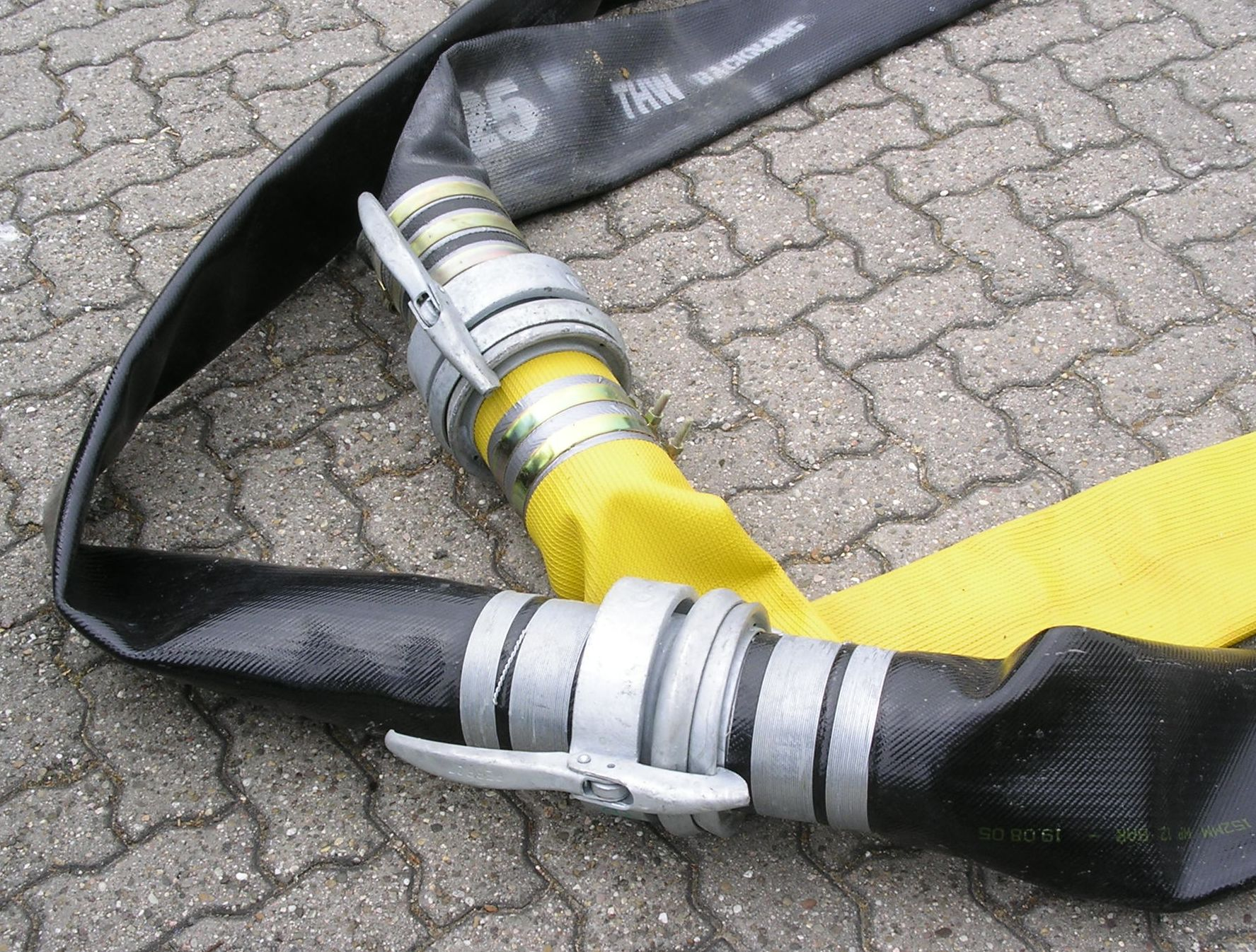
Perrot-koppeling
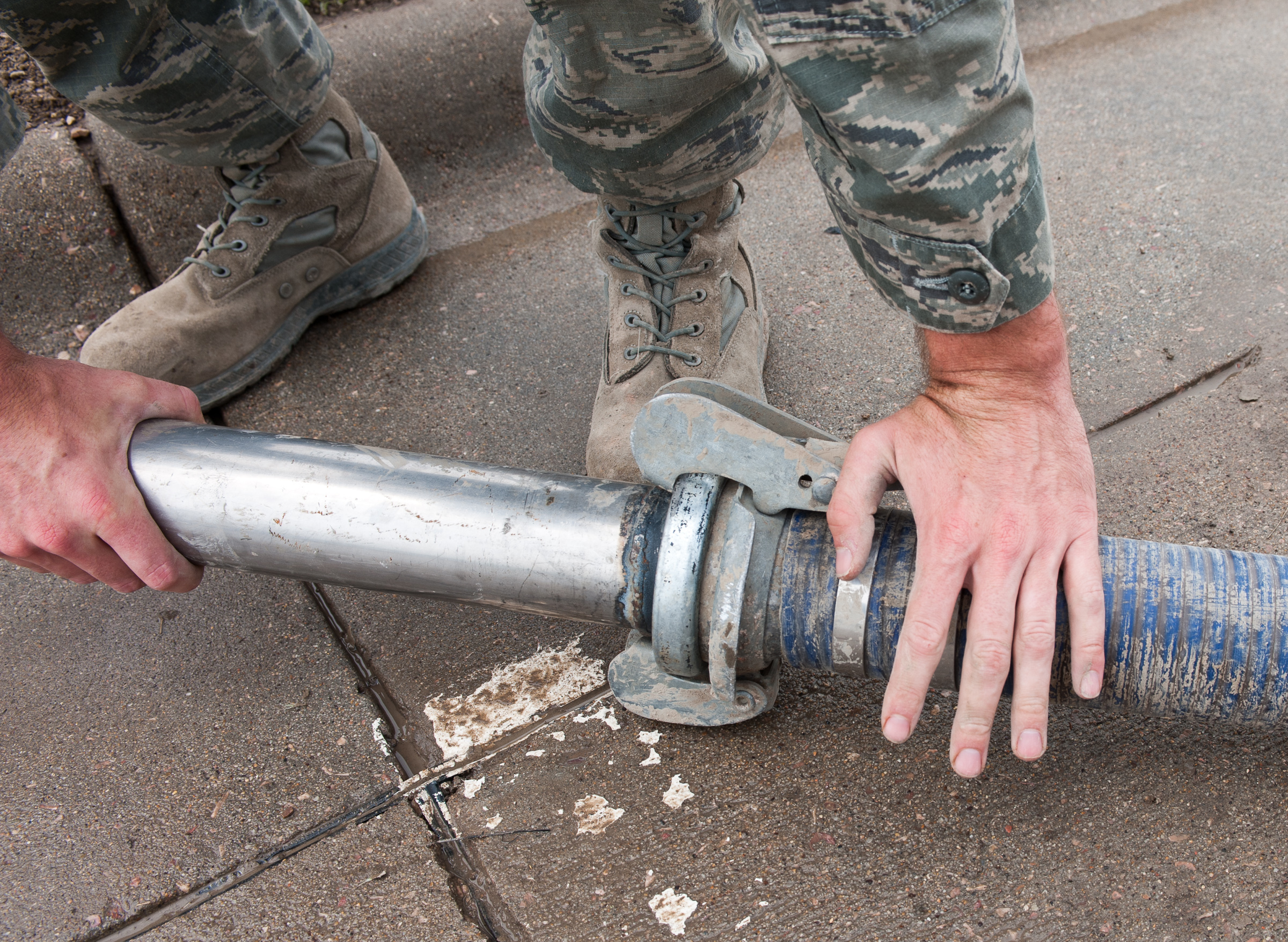
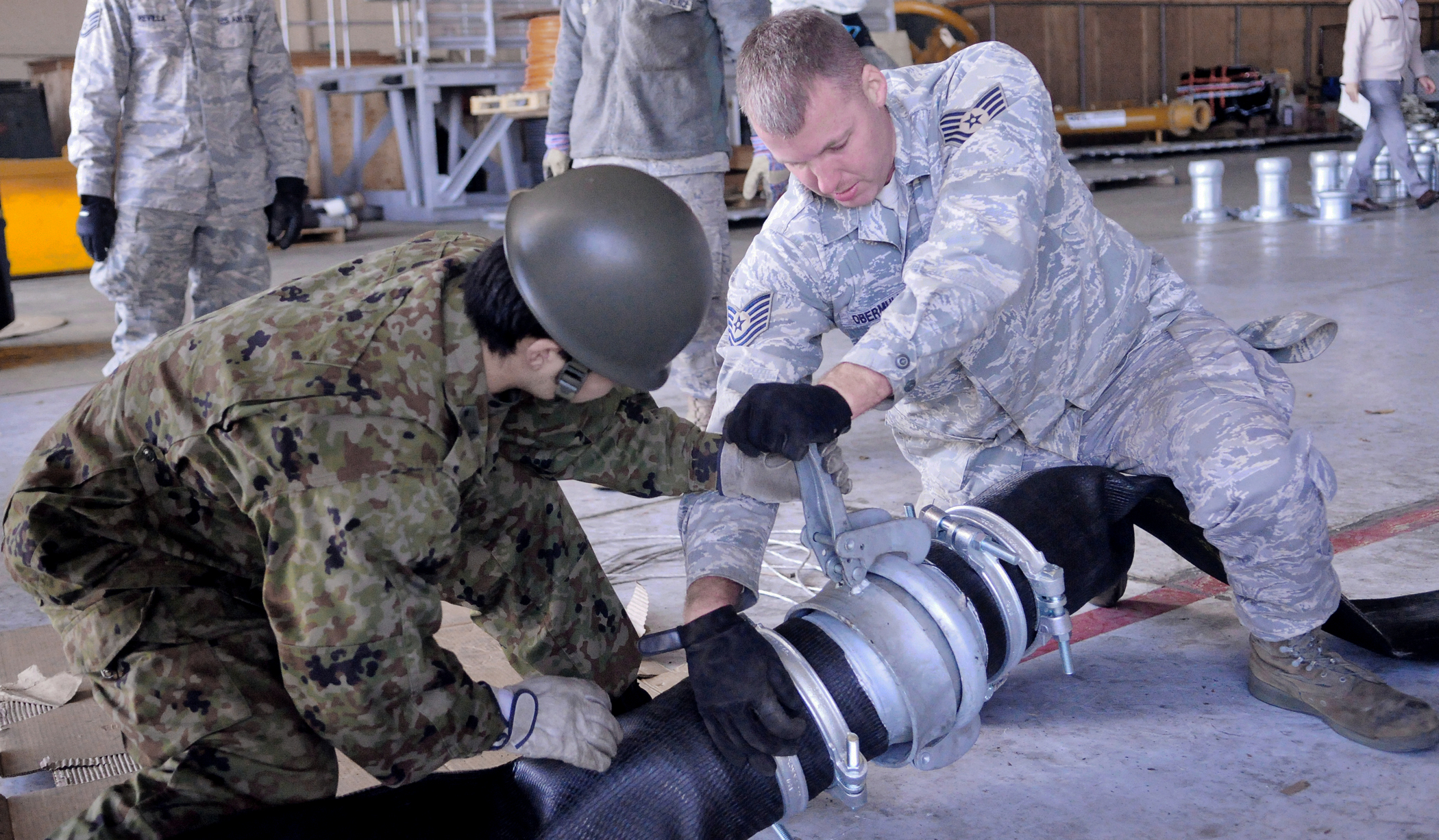

##### Melkkoppeling / Rositakoppeling
Melkkoppelingen of Zuivelkoppelingen, ook Rosistakoppelingen genoemd, zijn schroefkoppelingen in roestvrij staal met een grove ronde draad. 
Ze werden oorspronkelijk ontwikkeld voor de verbinding tussen melkslangen en leidingen en worden breed gebruikt in de voedingsindustrie.

## Huis- en tuinkoppelingen

##### Hozelock-steekkoppeling
Tuinslangen hebben een gestandaardiseerd systeem, met mannelijk / vrouwelijk, meestal Gardenakoppeling genoemd naar het bedrijf met deze naam. Het systeem werd in 1955 gepatenteerd onder het handelsmerk Hozelock en op de markt gebracht door het Britse bedrijf Hozelock Ltd., opgericht in 1959. Het Gardena-systeem is gemaakt van kunststof en kan slechts matig hoge drukken weerstaan.

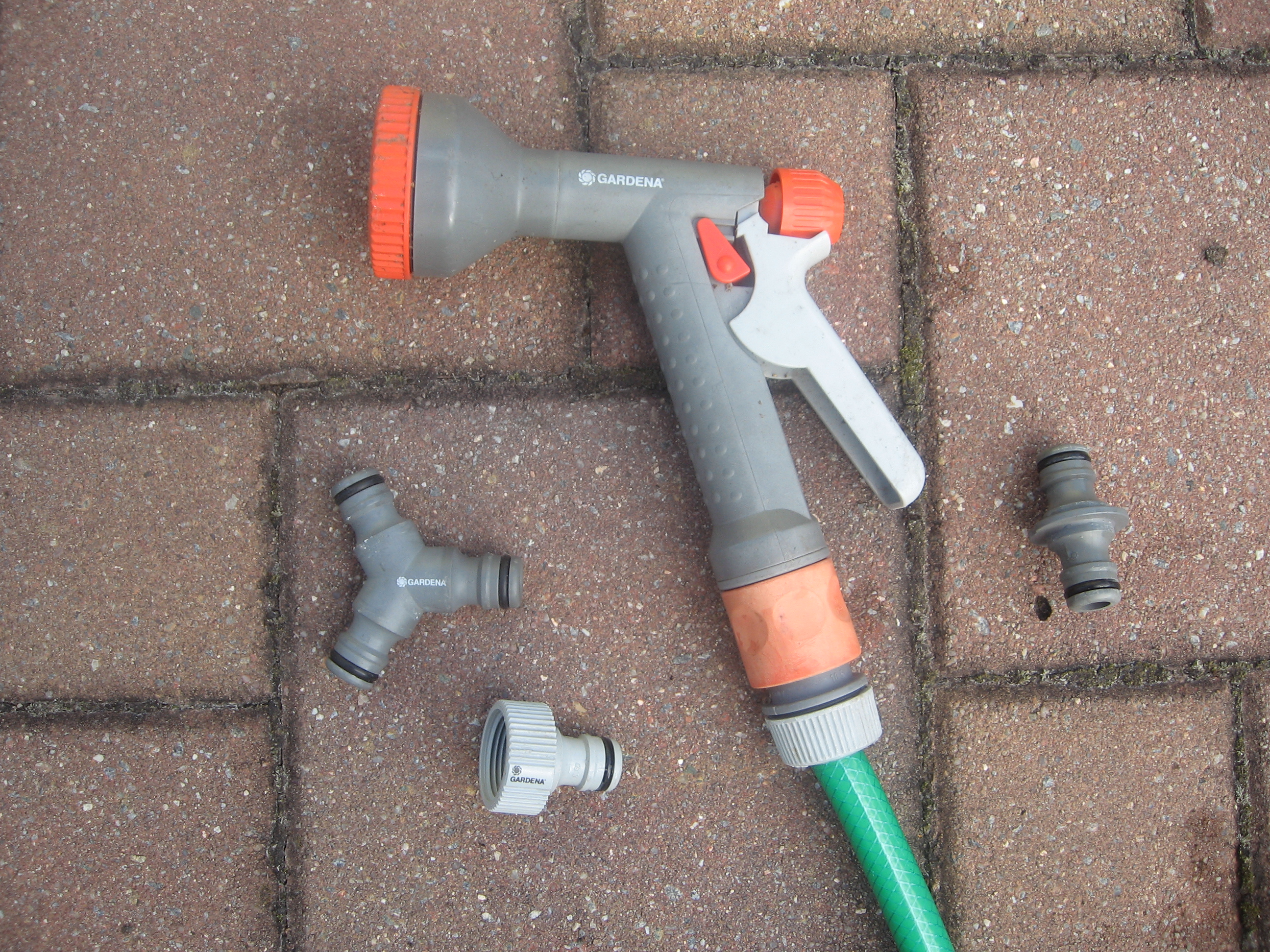
Hozelock- of Gardena-steekkoppeling

## Hydraulische- en pneumatische persluchtkoppelingen

##### Klauwaansluiting voor perslucht
wordt onder andere gebruikt voor persluchtslang

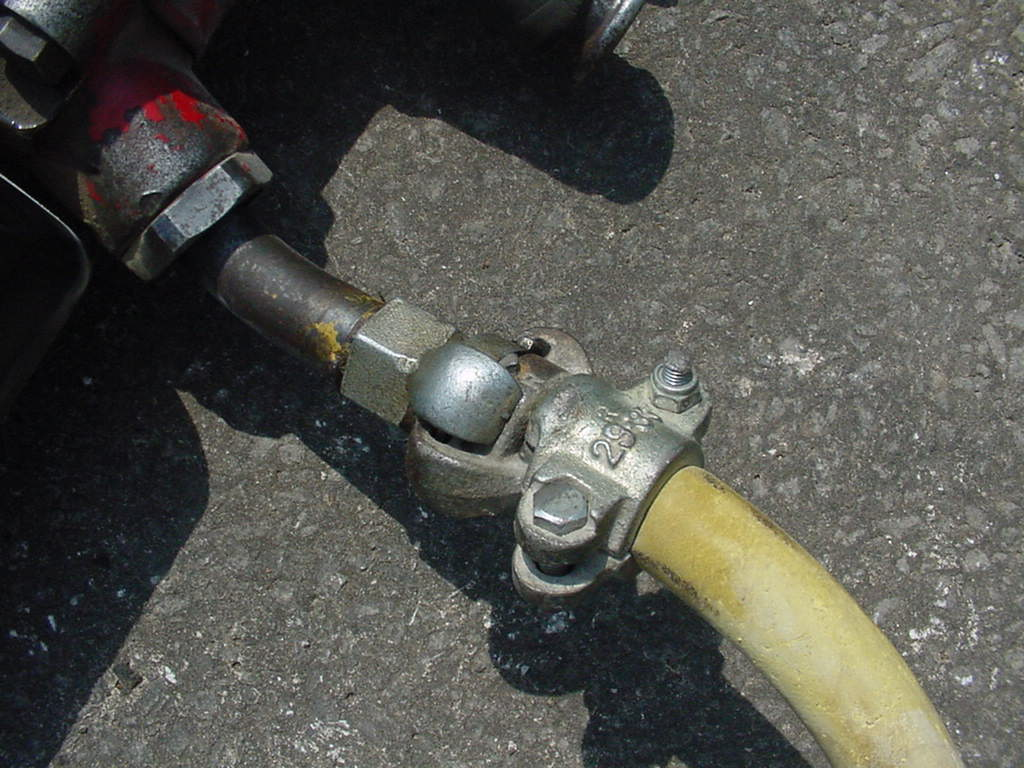
Persluchtkoppeling voor boorhamer
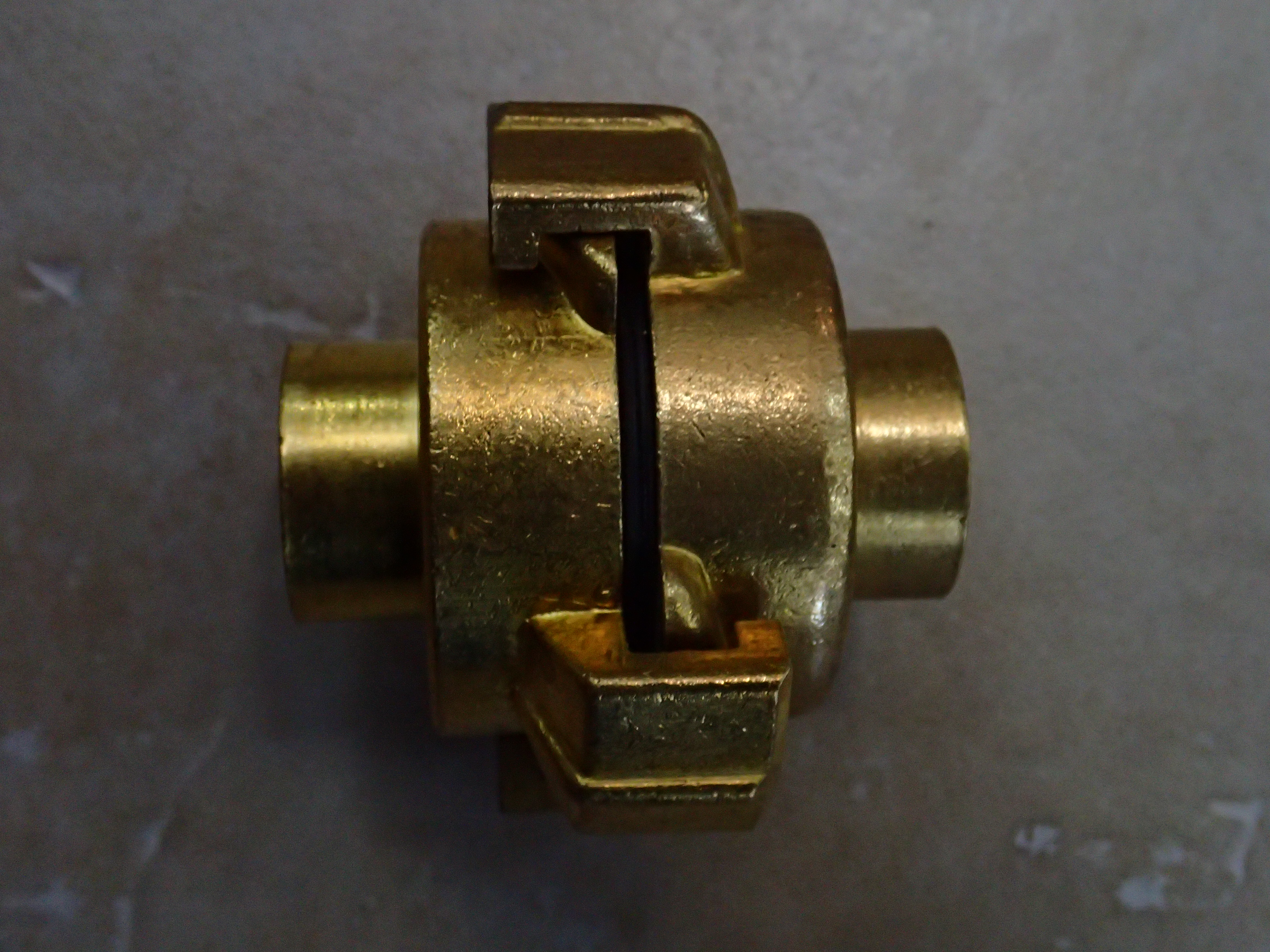
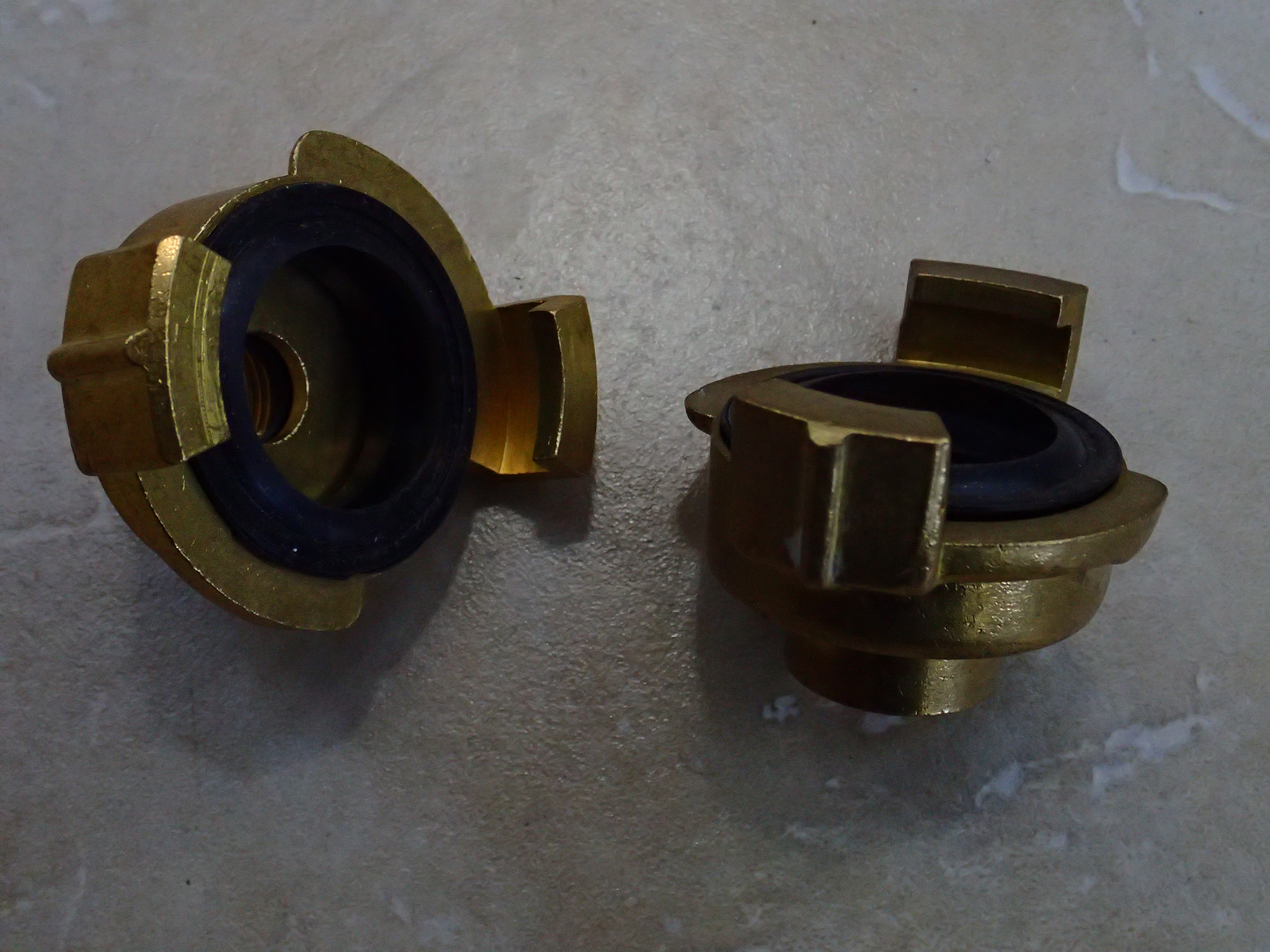

##### Snelkoppeling voor perslucht
Snelkoppelingen voor perslucht zijn een type connector dat wordt gebruikt om snel persluchtslangen tot 100 bar aan en los te koppelen

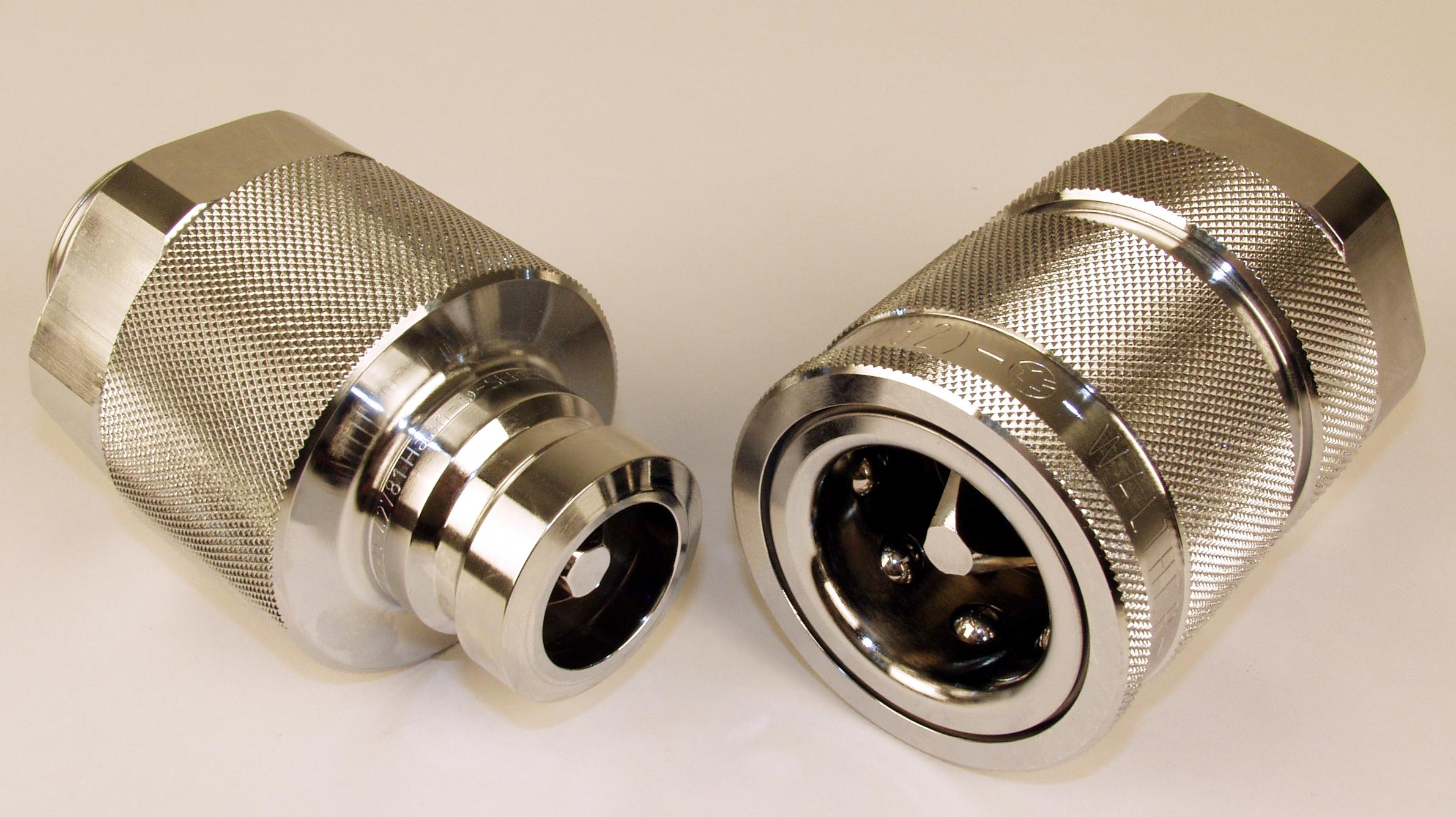
Snelkoppeling voor water, perslucht, brandstof, smeermiddelen

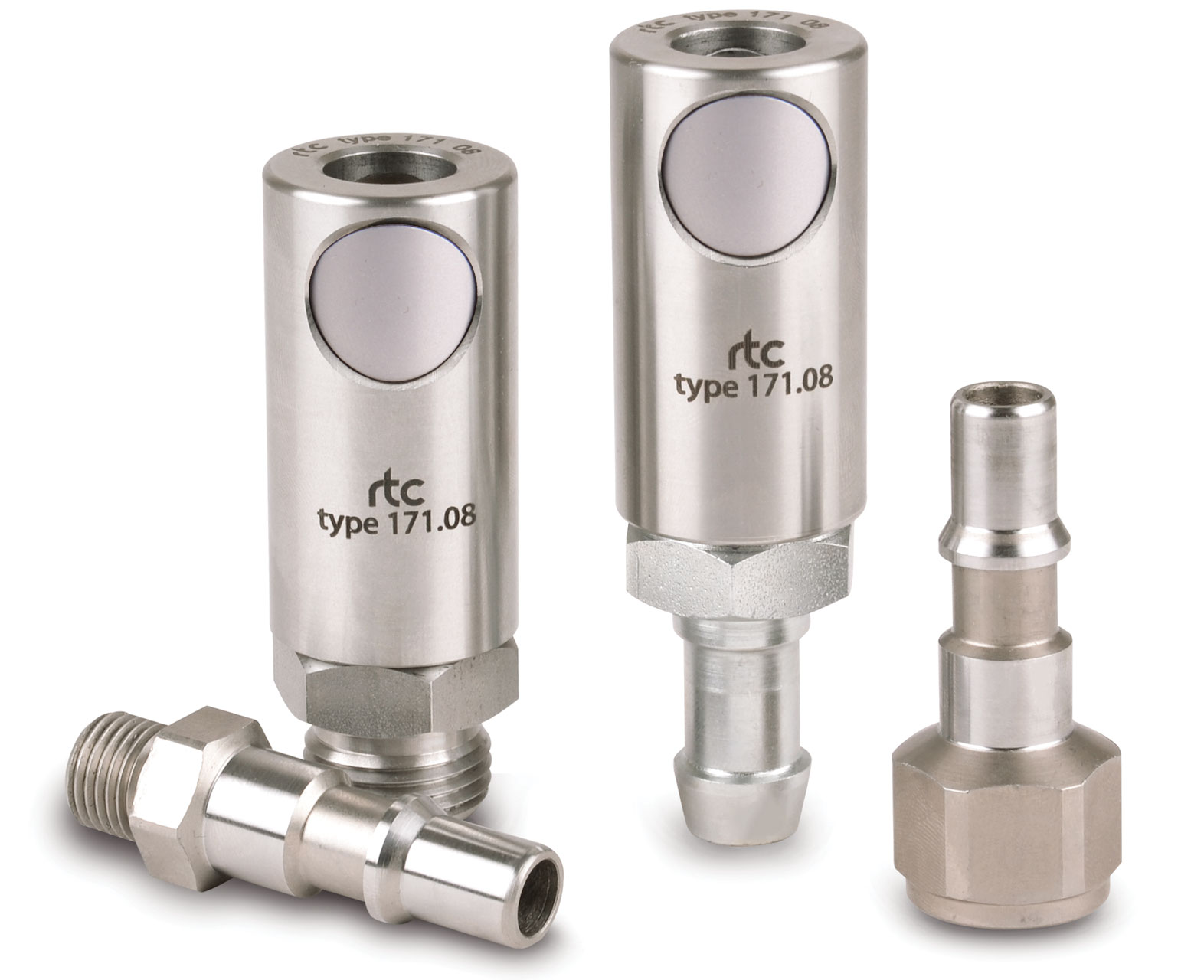
Pneumatische koppeling met 2-traps veiligheidsontgrendeling

##### Hydraulische koppeling

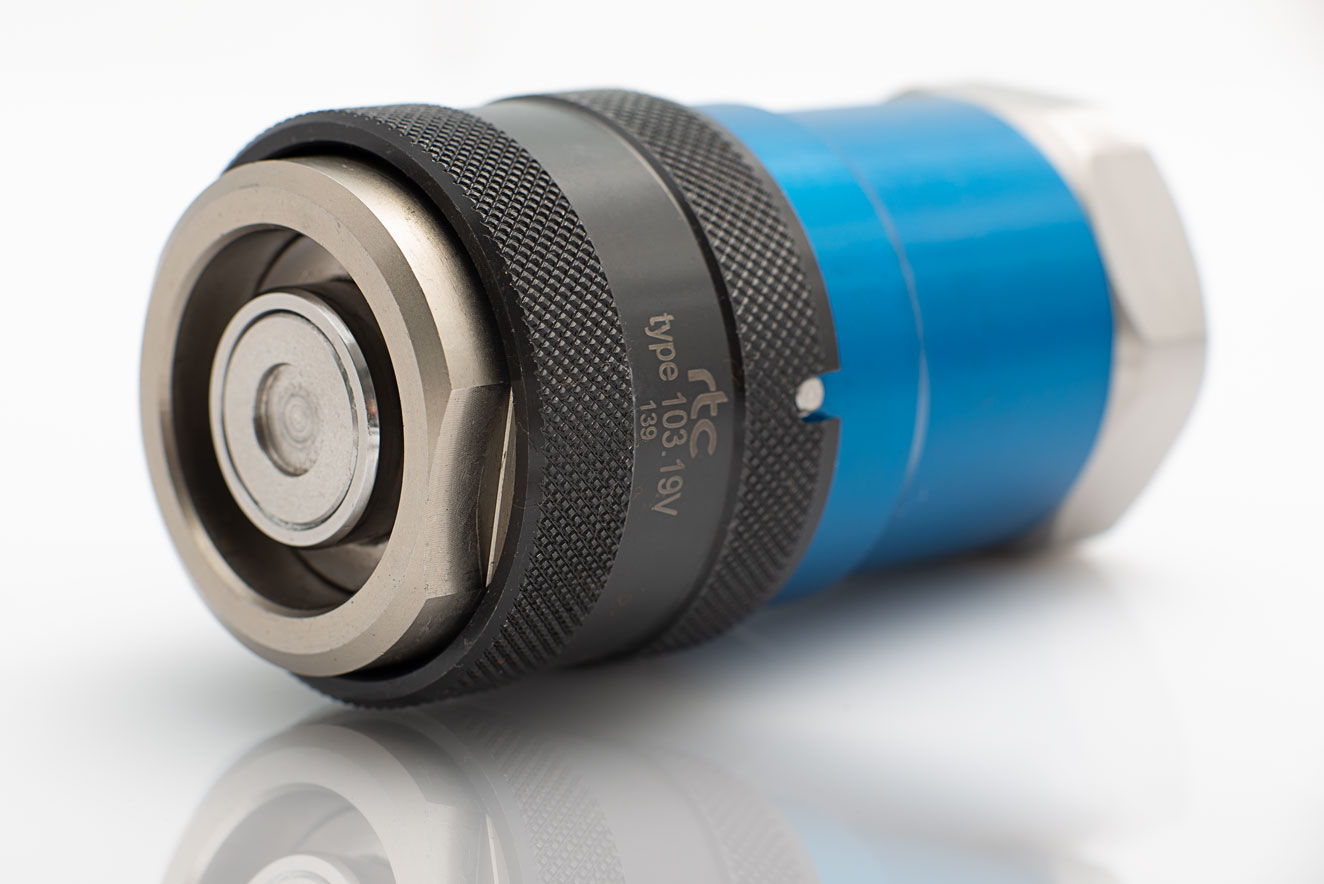
Hydraulische koppeling met vlakafdichtingsventiel voor lekarme onderbreking